# Kapellskär

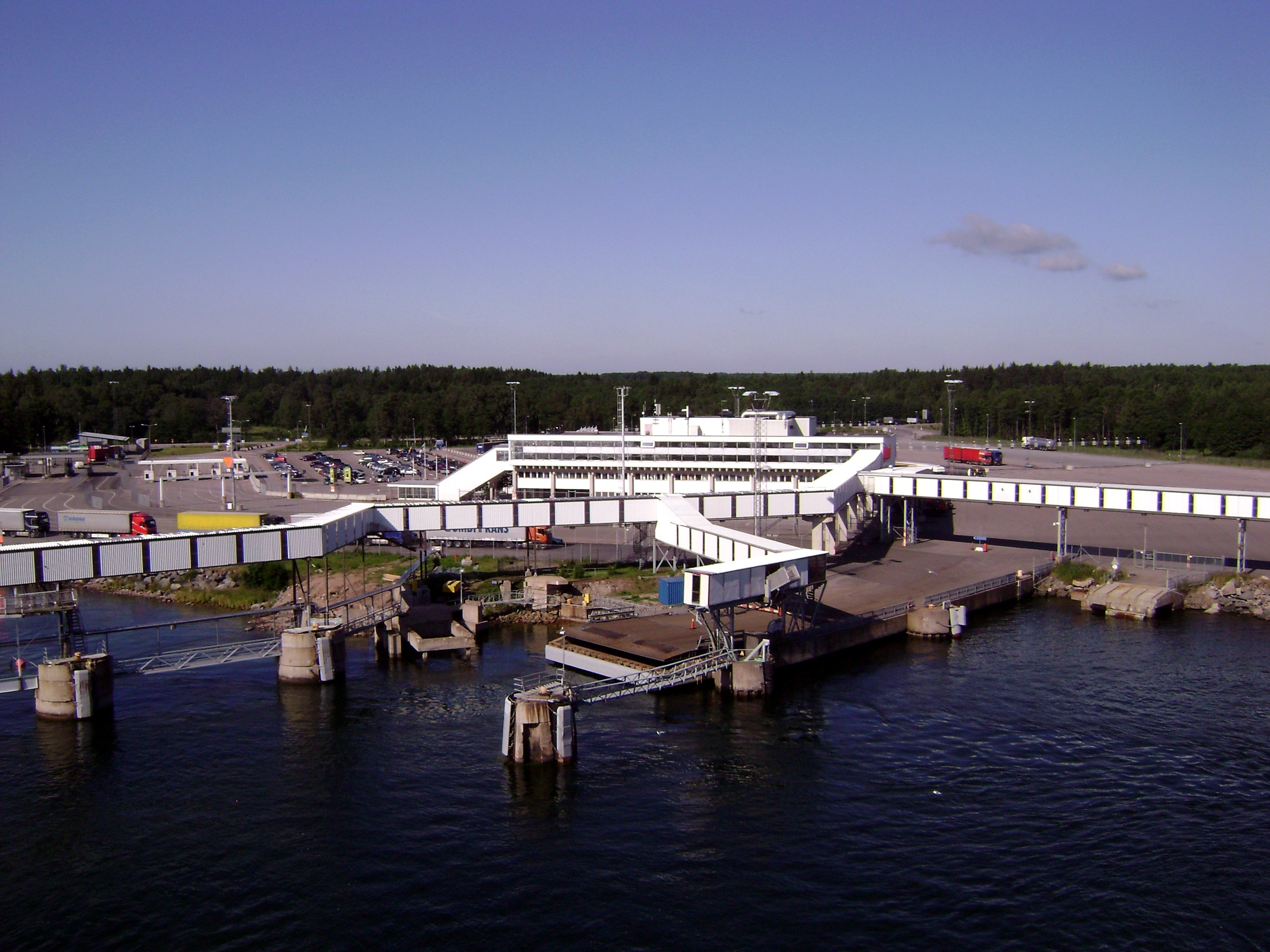
Hamnen.

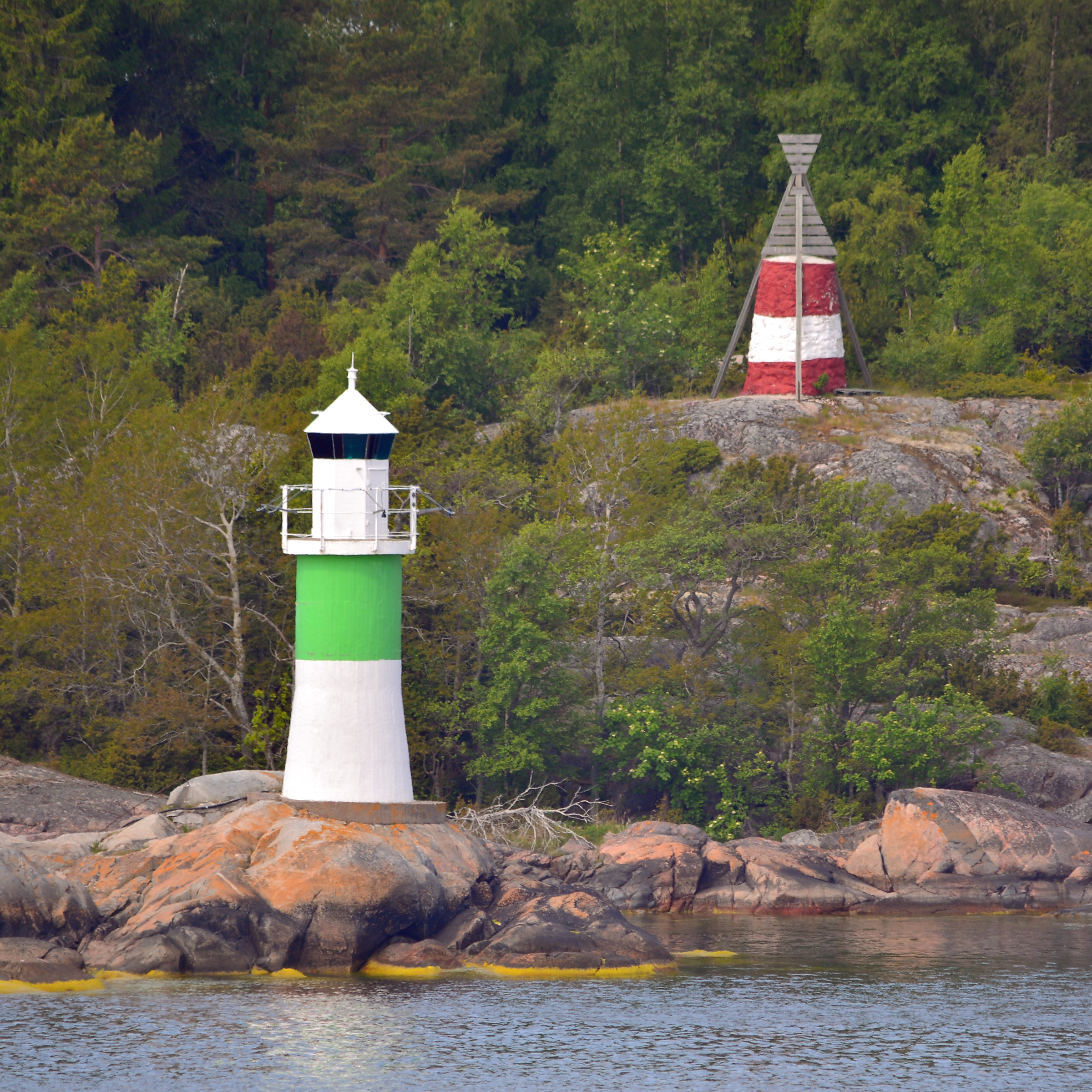
Kapellskärs fyr.

Kapellskär eller Kappelskär är en udde på Rådmansö i Norrtälje kommun, Stockholms län, cirka 90 kilometer nordost om Stockholm. Kapellskär är Stockholms Hamnars nordligaste hamn, och viktig för passagerartrafik och godstransporter mot Finland och Estland.

## Historia
Från Kapellskär har sjöfart bedrivits på Åland och Finland sedan medeltiden, eftersom avståndet till Åland här är kort och hamnen ligger nära öppet hav. Platsen omnämns första gången 1555. Namnet syftade då på Kapellskäret där Kapellskärs fyr nu ligger. Nuvarande Kapellskär var då en ö med namnet Långön. Här samlades den ryska flottan 1719 innan den började härja den svenska kusten.
Det är omtvistat om namnet kommer av att ett medeltida kapell legat här. På 1700-talet fanns en gravplats utmärkt i Kapellskär. 1894 skapades en kolerakyrkogård här för dem som dött i epidemin vid Fejans karantänstation. Här finns även en gravplats för släkten Ridderstad på Riddersholm.
Under 1700-talet fanns "gamla krogen" på platsen för dagens Kapellskär och på udden, som då var en ö, låg ett gästgiveri, som fanns kvar ännu vid mitten av 1800-talet, men var då var mycket förfallet. En ristning i hällberget ute på udden härrör från 1752 då Adolf Fredrik lät samla sin flotta här inför överfarten till Finland.
Omkring år 1910 fanns långt gångna planer på att anlägga en järnväg från Stockholm till Kapellskär för att utnyttja den relativt isfria hamnen för den ökande trafiken med Ryssland. Första världskriget hindrade att planerna sattes i verket.
1959 startade Viking Line trafik på Finland med Gräddö som hamn på svenska sidan. Redan året efter flyttades trafiken till Kapellskär på den svenska sidan och marken arrenderades av Riddersholms fideikommiss. 1973 förvärvade Stockholms läns landsting fideikommisset, 1979 invigdes en ny väg, då kallad E3, ut till hamnen och 1981 invigdes en ny terminal. 1991 såldes hamnen till Stockholms hamnar. I och med Rederi AB Slites konkurs 1993 försvann huvuddelen av trafiken tills 1997, då Silja Line och Tallink inledde lasttrafik från hamnen. 1998 startade också Finnlines trafik från Kapellskär.
Allhelgonadagen 1994 restes ett minneskors i trä över dem som omkom vid Estoniakatastrofen 28 september 1994.
Viking Line trafikerade rutten Kapellskär–Mariehamn till och med 8 januari 2023. M/S Rosella trafikerade denna rutt 2008–2023.

## Namnet
Namnet har ett medeltida ursprung och kommer sig av att det på platsen fanns ett kapell för användning före seglatsen över Ålands hav. I äldre tid skrevs ordet "cappel". Både stavningen och uttalet Kapellskär och Kappelskär förekommer.

## Hamnen idag
Kapellskär är Stockholms Hamnars nordligaste hamn och har idag 50 procent av färjegodset till/från Finland, Estland och Åland och här passerar omkring 900 000 passagerare per år.
Gods- och passagerartrafik i hamnen:
| Fartygsvarv  | Fartyg             | Rutt                        |
| ------------ | ------------------ | --------------------------- |
| Tallink      | M/S Sailor         | Kapellskär–Paldiski         |
| Tallink      | M/S Regal Star     | Kapellskär–Paldiski         |
| Finnlines    | M/S Finncanopus    | Kapellskär–Långnäs–Nådendal |
| Finnlines    | M/S Finnsirius     | Kapellskär–Långnäs–Nådendal |
| DFDS Seaways | M/S Sirena Seaways | Kapellskär–Paldiski         |

Kapellskär har fyra färjelägen, byggda på 1960- och 80-talet. Bland annat för att kunna ta emot fartyg med större längd och djupgående förnyas hamnen med en ny pir med två färjelägen så att hamnen slutligen ska ha fem moderna färjelägen.

## Kommunikationer
Europavägen E18 passerar Kappelskär och E265 utgår från Kapellskär.
Storstockholms lokaltrafiks busslinje 631 från Norrtälje går till Kapellskär. Det finns även vissa direktbussar till och från Stockholm i anslutning till vissa färjeturer. E18 går till Kapellskär från Stockholm via Norrtälje och fortsätter på finska sidan i Nådendal och Åbo.